# Ossanesga
Ossanesga è uno dei tre quartieri (gli altri sono Scano al Brembo, Briolo) del comune bergamasco di Valbrembo posto a nord del centro abitato e in continuità col paese di Paladina.

## Storia
La località è un piccolo villaggio agricolo di antica origine, da sempre costituito in comune e parrocchia intitolata ai santi Vito e Compagni.
Il paese divenne frazione di Bergamo su ordine di Napoleone, ma gli austriaci annullarono la decisione al loro arrivo nel 1815 con il Regno Lombardo-Veneto.
Dopo l'unità d'Italia il paese crebbe da meno di quattrocento a più di seicento abitanti. Fu il fascismo a decidere la soppressione del comune unendolo a Valbrembo.
Ossanesga, con le denominazioni prevalenti di Orsanisica o Orsanisga è citato negli Statuti di Bergamo del XIV e XV secolo dove viene disposta l'unione fiscale ai Comuni di Scano, Mozzo, Briolo (Ponte San Pietro), Forzanica, Gorzanica, Paladina e Sombreno (Paladina). 
Con un atto di Giovanni Carminati del 1395 vengono definiti i confini con i Comuni di Paladina, Scano, Forzanica e con il fiume Brembo che circoscrivono un territorio corrispondente alla porzione dell'omonimo censuario ad occidente del torrente Quisa. 
Nel corso del XV secolo aggrega Forzanica ed assume la dimensione del comune censuario ottocentesco. 
Nel marzo 1798 aggrega Scano e raggiunge pertanto la dimensione prossima a quella attuale del Comune di Valbrembo. 
Nel 1805 viene ricostruito; dal 1809 a 1816 viene aggregato a Bergamo. 
Dopo la ricostruzione la sua circoscrizione non subisce modificazioni fino al 1928 quando viene unito a Scano al Brembo a formare l'attuale Comune di Valbrembo.